# Cantó de Lo Martegue Oest
El cantó de Lo Martegue Oest és un cantó francès del departament de les Boques del Roine, situat al districte d'Istre. Compta amb un municipi i part del de Lo Martegue.

## Municipis
- Lo Martegue, comprèn els barris de Croix-Sainte, Ferrières, Paradis, Canto-Perdrix, Saint-Roch i Mas de Pouane.
- Lo Pòrt de Boc

| Data d'elecció                           | Identitat       | Partit | Qualitat |
| ---------------------------------------- | --------------- | ------ | -------- |
| 1964-1970                                | M. Audibert     | SFIO   |          |
| 1970-1988                                | Paul Lombard    | PCF    |          |
| 1988-1997                                | Michel Vaxès    | PCF    |          |
| 1997-                                    | Evelyne Santoru | PCF    |          |
| les dades anteriors no són pas conegudes |                 |        |          |